# 玉越良介
玉越 良介（たまこし りょうすけ、1945年7月10日-  ）は、日本の経営者。三菱UFJフィナンシャル・グループ会長を務めた。

## 来歴・人物
神奈川県出身。1970年に東京大学経済学部経営学科を卒業し、同年に三和銀行に入社した。1997年6月に取締役に就任し、1999年6月に常務、2002年1月にUFJ銀行専務を経て、同年5月に副頭取に就任し、2004年6月にはUFJフィナンシャルグループ社長に就任した。2005年10月から2010年6月までに三菱UFJフィナンシャル・グループ会長を務め、2006年1月に三菱東京UFJ銀行副会長に就任。
2011年にはアメリカのモルガン・スタンレー取締役に就任した。